# Gadiyankanahalli, Gubbi
Gadiyankanahalli là một làng thuộc tehsil Gubbi, huyện Tumkur, bang Karnataka, Ấn Độ.